# 鍾理和紀念館
鍾理和紀念館是一座位於臺灣高雄市美濃區的一座博物館，為紀念臺灣近代小說家鍾理和而成立。

## 沿革
1979年6月，在鄉土文學論戰不久之後，在林海音、鍾肇政、葉石濤、鄭清文、李喬、張良澤等臺灣作家的發起籌建下，鍾理和紀念館正式成立，是臺灣第一座由民間推動而設立的文學作家紀念館。該館舍選址於鍾理和寫作的故居美濃鎮尖山山麓。建築土地則由鍾理和家屬無條件提供，然而同年12月10日美麗島事件影響，建館募資曾一度遭遇挫折。
博物館館舍最初僅在1983年8月竣工一樓，並開放民眾參觀，後因工程中斷重啟募資，直到1986年才完工二樓結構。後於1989年由消基會董事長柴松林擔任創會董事長，鍾理和文教基金會成立後，博物館則由該基金會開始經營。1997年，高雄縣政府在博物館內設立鍾理和銅像，並在博物館兩側興建台灣文學步道公園，完成今日之規模。
2001年，鍾理和文教基金會承辦高雄市社區大學促進會，2003年開始進行「鍾理和紀念館暨文學園區規劃」，並於2005年獲得行政院文化建設委員會補助，於12月完成整修工程。目前該博物館的定位則朝向推廣、鼓勵臺灣在地文學與文化創作之設施，與其他單位進行跨界合作為目標整合。

## 館舍建築與環境
該博物館建築委由李旺輝設計，位於位於尖山腳下，一棟兩層樓的建築內，總面積為500坪，其建築設計採用臺灣民居風格。博物館目前除展示鍾理和的生平、日記、手稿和生活物品等文獻資料外。還延伸介紹鍾理和作品與鍾理和紀念館的歷史。此外收藏並展出了其他臺灣作家的手稿。
2020年，鍾理和紀念館曾舉辦紀念1980年電影《原鄉人》40週年特展，展示李行手寫分鏡表，張大千墨寶等文物。
其建築旁則設有臺灣文學步道公園，步道兩旁羅列的石碑上，共選刻三十五名臺灣作家之作品、名句等件。

## 照片集

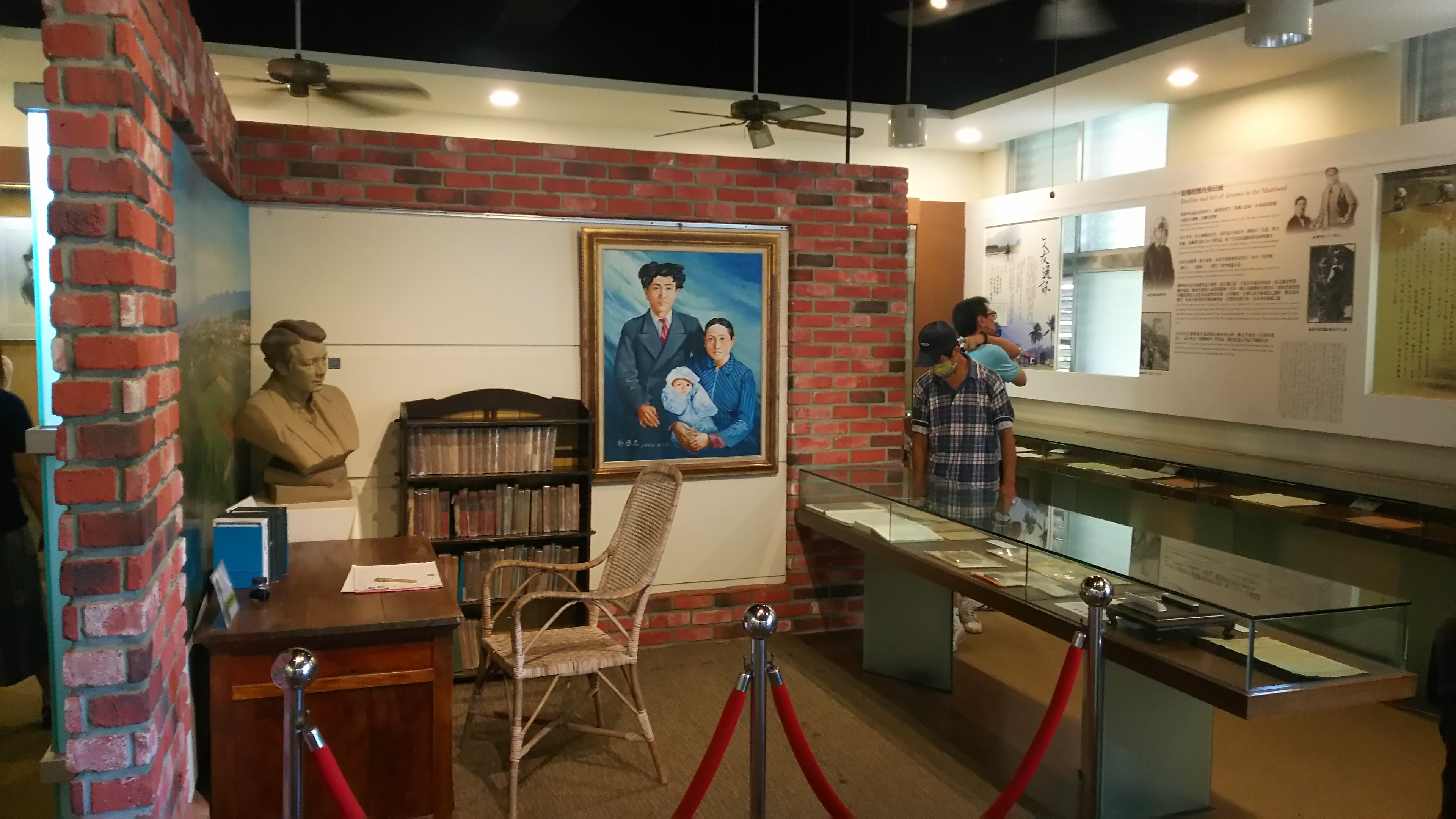
鍾理和紀念館-館內實景1
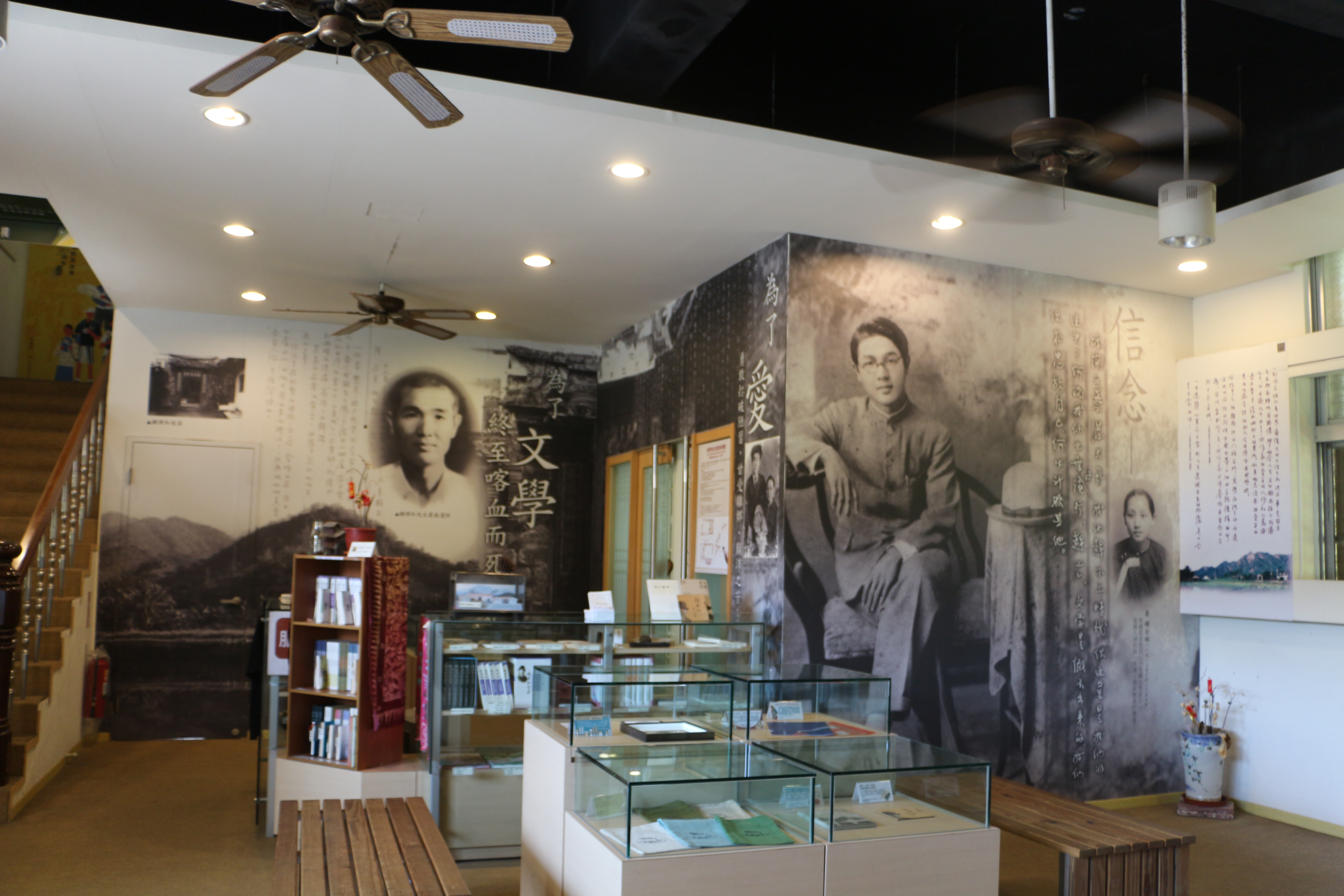
鍾理和紀念館-館內實景2
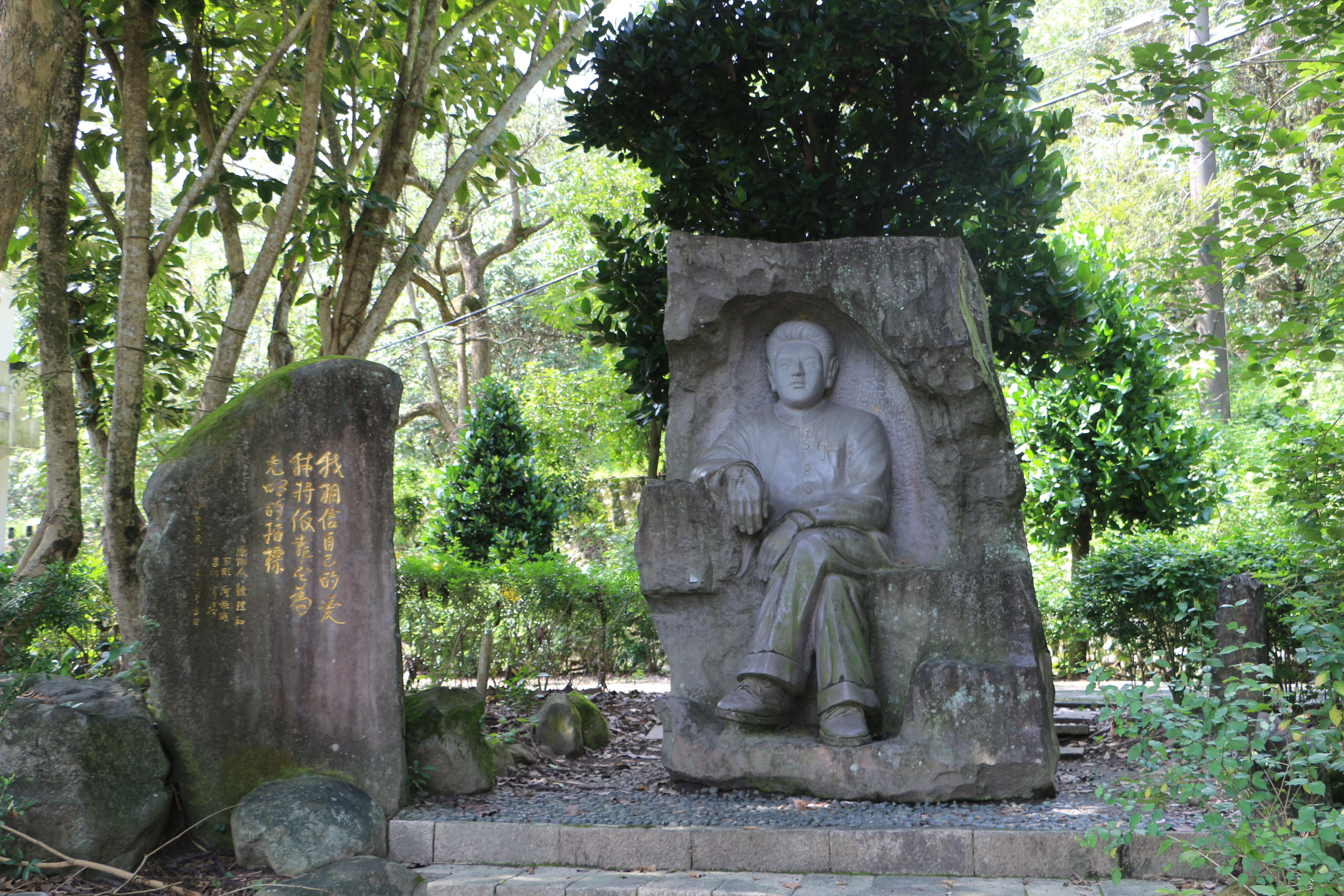
鍾理和全身塑像，於館外
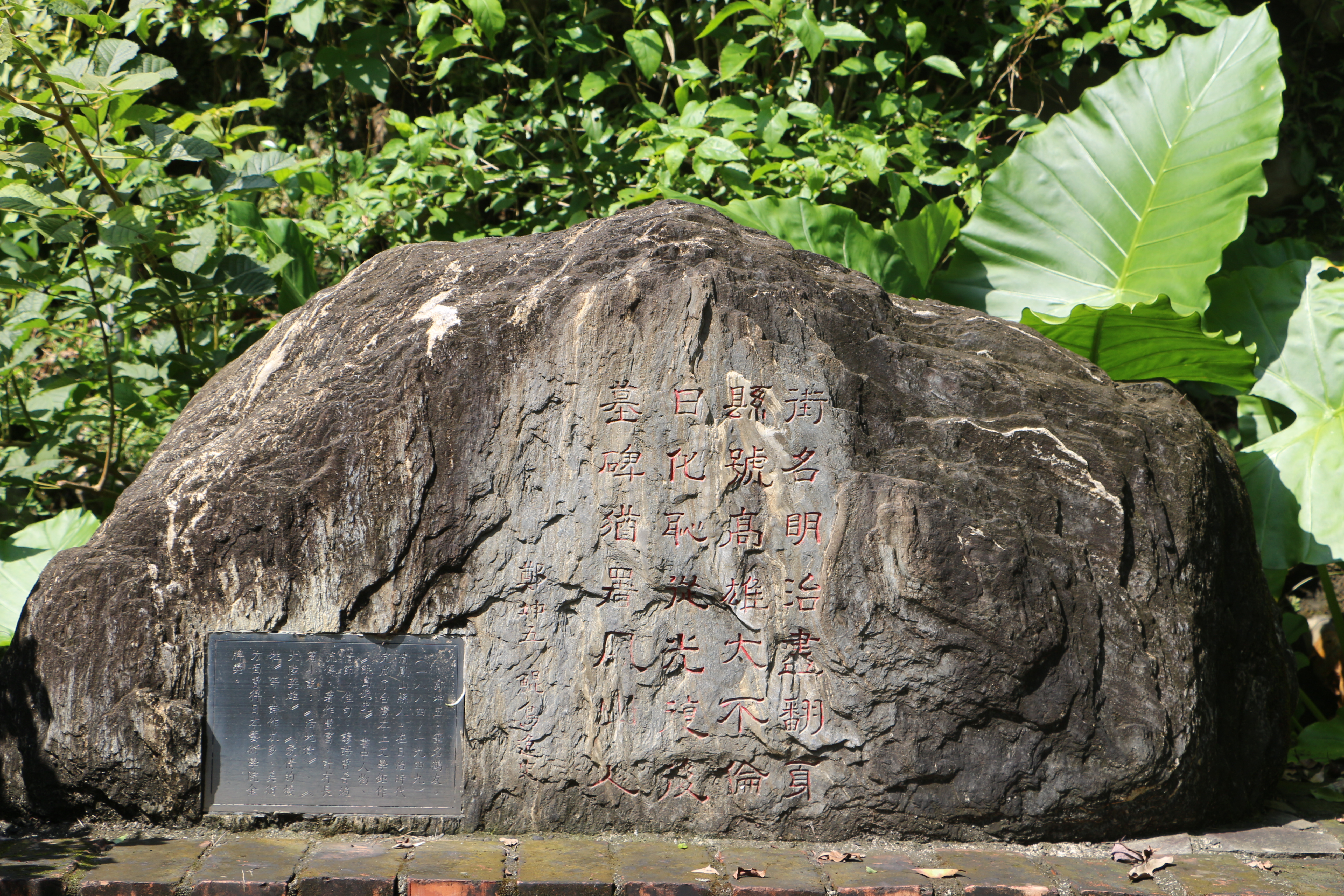
台灣文學家步道的石碑
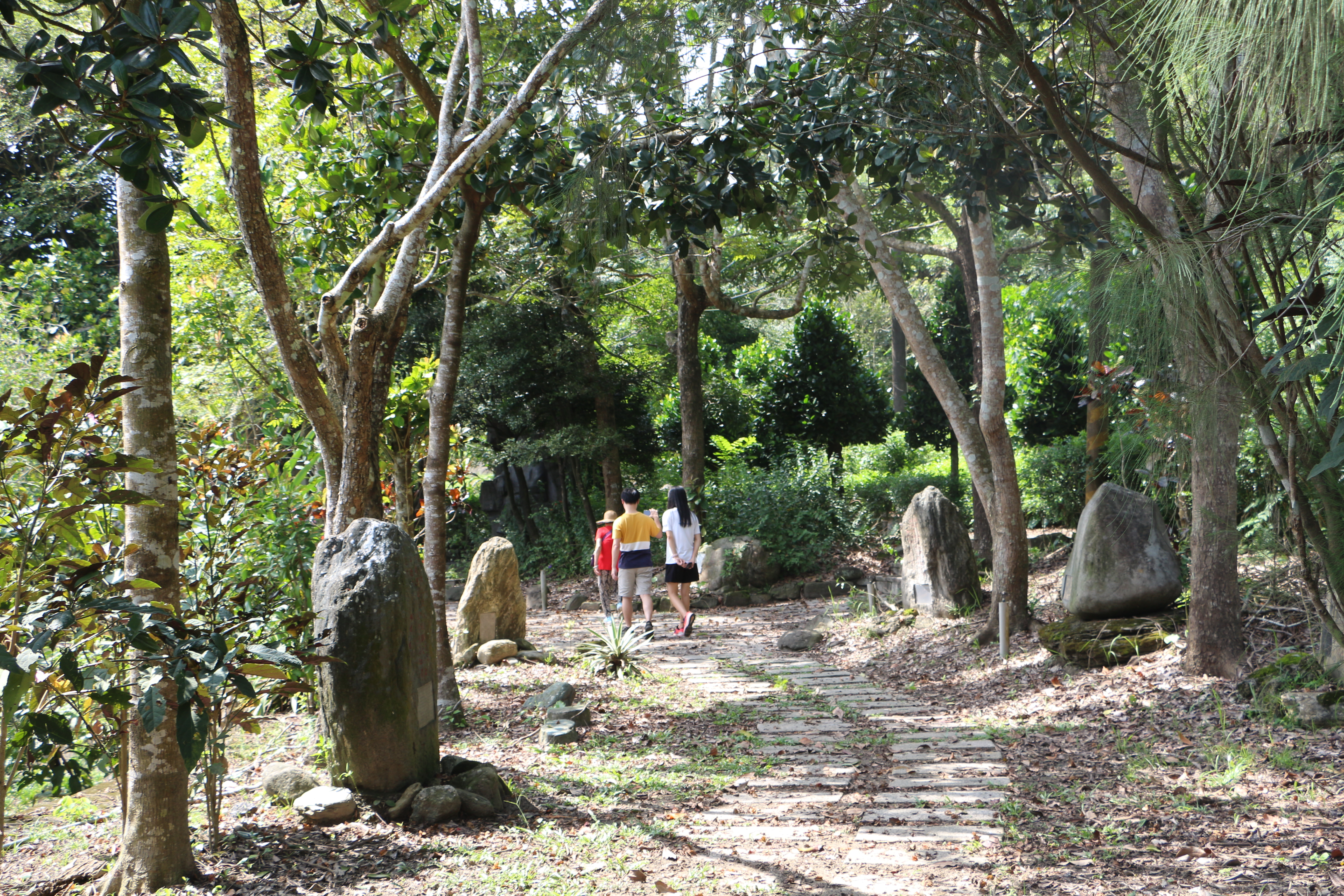
台灣文學家步道

## 外部連結
- 鍾理和紀念館的Facebook專頁
- 鍾理和紀念館 - 高雄旅遊網 （页面存档备份，存于）
- 鍾理和紀念館-文化部iCulture-文化空間 （页面存档备份，存于）